# 랑고바르드의 철관

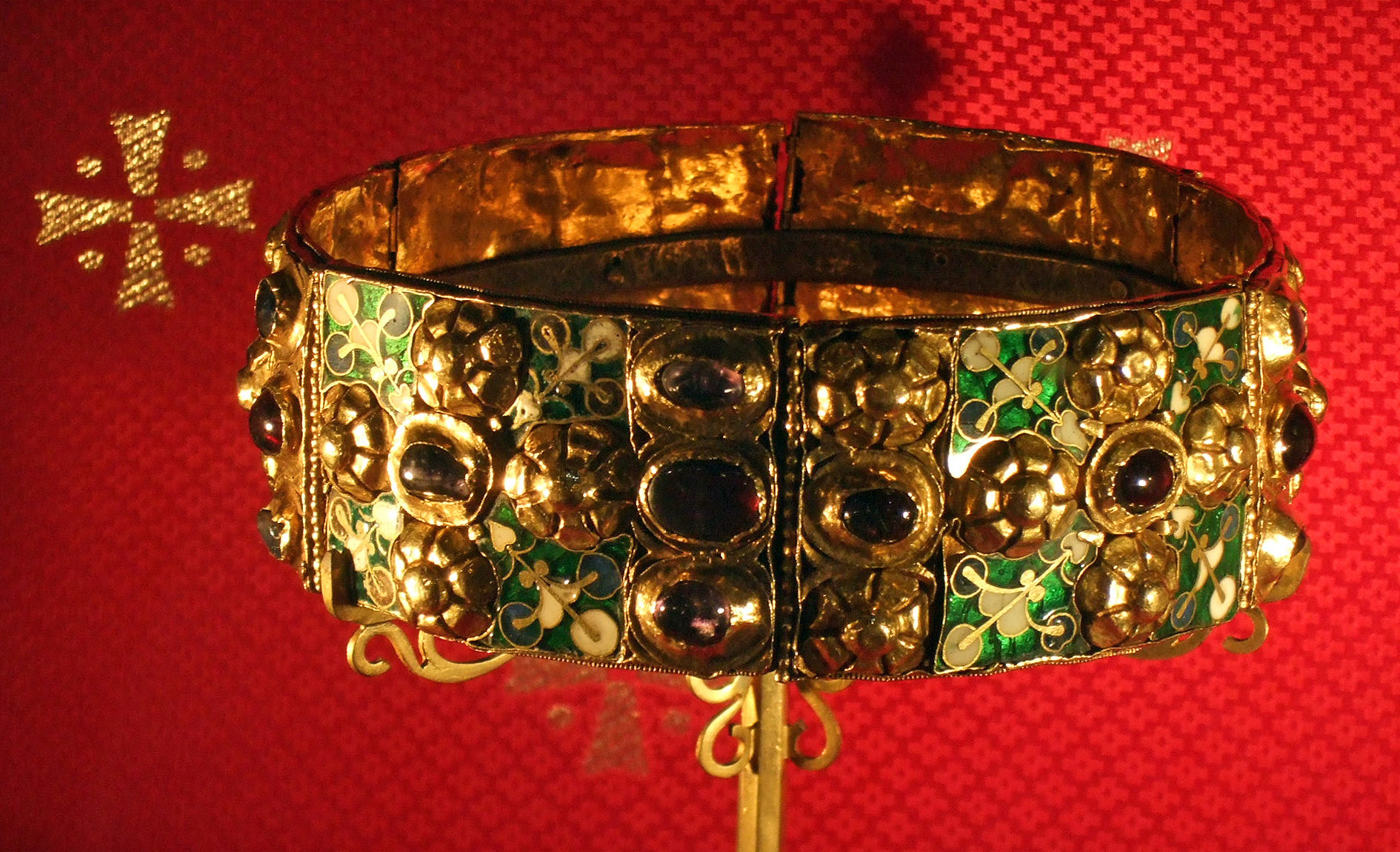

랑고바르드의 철관(라틴어: Corona Ferrea Langobardiae 코로나 페레아 랑고바르디아에[*])은 이탈리아의 관 유물이다. 뚜껑이 없고 고리 형태로만 되어 있기에 정확히는 소관의 형태다. 기독교 국가의 가장 오래된 왕실 인식표 중 하나다.
중세 초기에 만들어졌다. 가운데를 은으로 만들고 그 주위를 금으로 두른 형태인데, 전설에 따르면 예수가 못박힌 성십자가의 못을 펴서 만든 철로 만들었다 하여 금관이 아닌 철관이라고 부른다.
랑고바르드 왕국과 그 후신 이탈리아 왕국 (신성 로마 제국)의 상징물이었다. 현재는 밀라노 교외의 몬자 대성당에서 소장 중이다.